# Ласін
Ласін (пол. Łasin, нім. Lessen) — місто в північній Польщі.
Належить до Грудзьондзького повіту Куявсько-Поморського воєводства.

## Демографія
Демографічна структура станом на 31 березня 2011 року:
|          | Загалом | Допрацездатний вік | Працездатний вік | Постпрацездатний вік |
| -------- | ------- | ------------------ | ---------------- | -------------------- |
| Чоловіки | 1607    | 298                | 1165             | 144                  |
| Жінки    | 1808    | 316                | 1076             | 416                  |
| Разом    | 3415    | 614                | 2241             | 560                  |